# Percy Joske
Sir Percy Ernest Joske, CMG (* 5. Oktober 1895 in Melbourne; † 25. April 1981 in Sydney) war ein australischer Jurist und Politiker. Joske war Richter des Commonwealth Industrial Court und Autor mehrerer Bücher.

## Leben
Joske wurde 1895 in Melbourne als jüngstes von drei Kindern des deutschstämmigen Juristen Ernest Joske und dessen Frau Evalyn geboren. Die Mutter starb infolge der Geburt.
Percy Joske besuchte das Wesley College und studierte Jura an der University of Melbourne. 1918 beendete er das Jurastudium mit dem Master of Law, 1923 legte er die Prüfungen zum Master of Arts ab. Joske spezialisierte sich auf das Thema Familienrecht. 1951 wurde er zum Mitglied des Repräsentantenhauses gewählt, wo er für die Liberal Party die Interessen des Wahlkreises Balaklava vertrat. Den Sitz hatte er bis 1960 inne. Im Juni 1960 wurde er auf einen Richterposten am Commonwealth Industrial Court berufen. Als Richter war er außerdem tätig für den Supreme Court of the Australian Capital Territory (ebenfalls ab 1960), den Supreme Court of the Northern Territory (ab 1961) und ab dem Jahr 1966 für den Supreme Court of Norfolk Island. Außerdem sprach er regelmäßig am Supreme Court in Canberra Recht. 1978 veröffentlichte Joske eine Biografie des Politikers Robert Menzies.
Joske war zweimal verheiratet und hatte einen Sohn aus erster Ehe.

## Orden und Ehrenzeichen
Joske wurde 1967 als Companion des Order of St. Michael and St. George ausgezeichnet und 1977 zum Knight Bachelor geschlagen.

## Veröffentlichungen (Auswahl)
- mit Alan S. Lloyd: The Remuneration of Commission Agents, 1924
- The Law of Marriage and Divorce, 1925
- The Law and Procedure at Meetings of Councils, 1925
- The Law and Principles of Insurance in Australasia, 1933
- The Law and Procedure at Meetings in Australia and New Zealand, 1938
- Sale of Goods in Australia, 1949
- The Law of Partnership in Australia and New Zealand, 1957
- Australian Federal Government, 1967
- Family Law, 1976
- Sir Robert Menzies 1894-1978: A New, Informal Memoir, 1978